# Die Schwarzburg
Die Schwarzburg, Untertitel Mitteilungen des Schwarzburgbundes, ist die Verbandszeitschrift des Schwarzburgbundes (SB), eines Vereins von farbentragenden Studenten beiderlei Geschlechts und Dachverband von Studentenverbindungen.
Der Titel erschien erstmals mit Ausgabe 28.1918/19. Als Beilagen sind (teils) u. a. Personennachrichten (Berichtigungen und Veränderungen zum Mitgliederverzeichnis) und Vertrauliche Aufsätze und Mitteilungen für Mitglieder des Schwarzburgbundes enthalten gewesen.